# Listes de chats

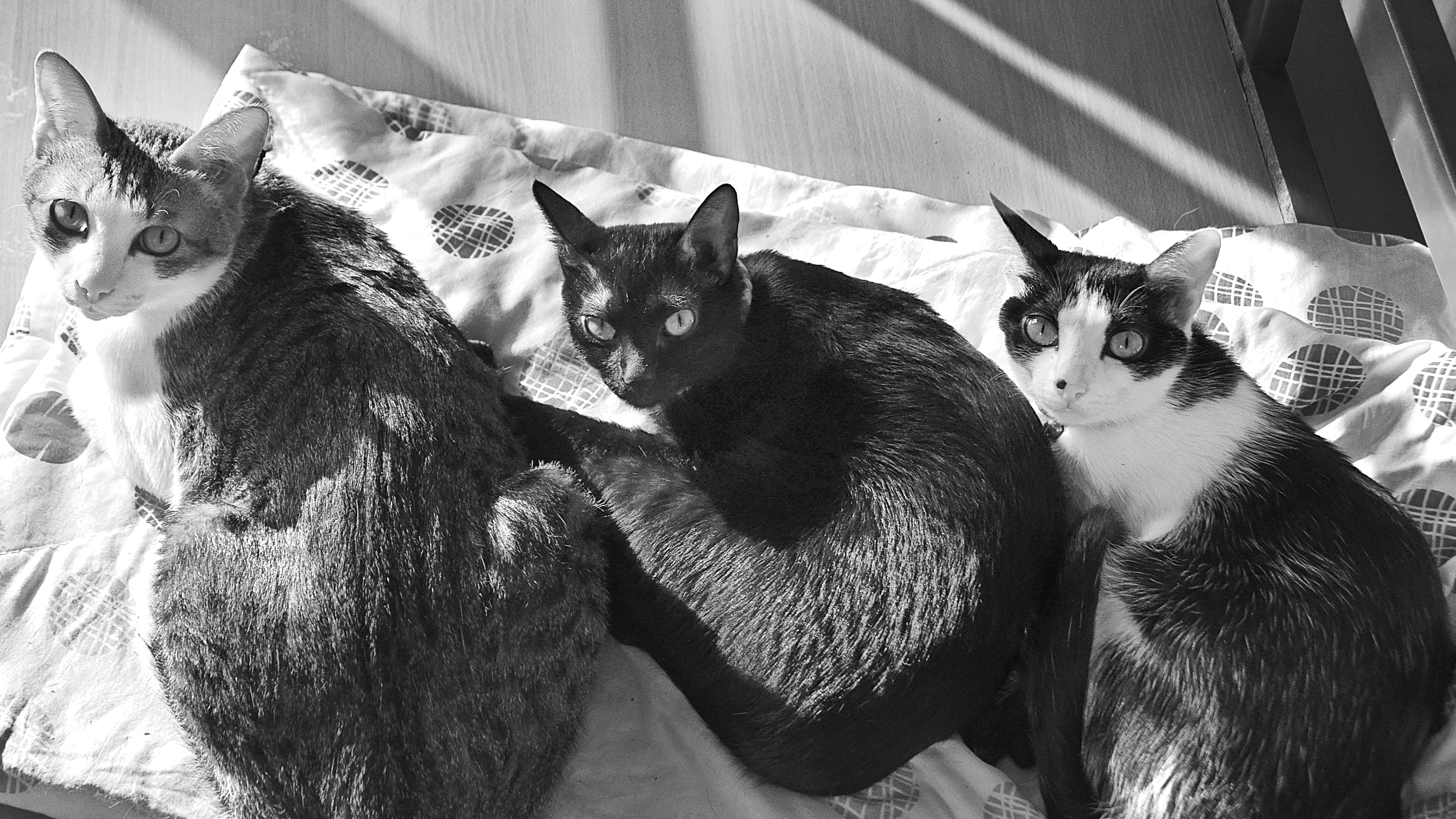
Chats.

Voici des listes de chats selon différents critères :
- Liste de chats célèbres
- Liste des races de chats
- Liste de races expérimentales de chats (en)[1]
- Liste des plus vieux chats
- Liste de chats de fiction